# Flammulina filiformis
Flammulina filiformis, comunemente chiamato anche enoki, è una specie di agaricus commestibile (fungo senza branchie) della famiglia delle Physalacriaceae. È ampiamente coltivato nell'Asia orientale e ben noto per il suo ruolo nella cucina giapponese e cinese. Fino a poco tempo fa, la specie era considerata conspecifica con la Flammulina velutipes europea, ma il sequenziamento del DNA ha dimostrato che le due specie sono distinte.